# Llista d'obres de Ticià

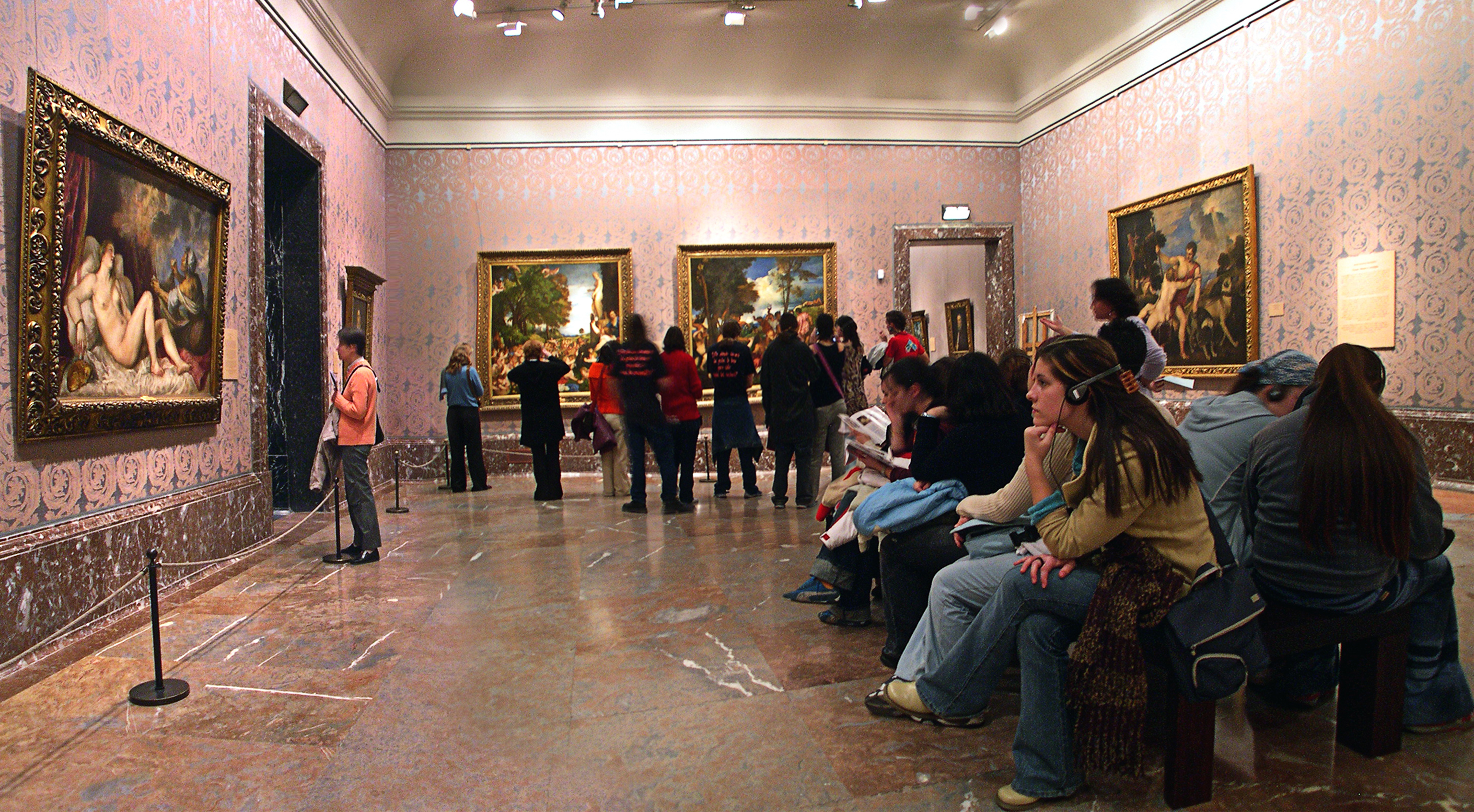
Sala de Ticià al Museu del Prado

La carrera artística de Ticià va ser molt dilatada, amb una producció grandiosa, la majoria per encàrrec. En aquest pintor es pot comprovar perfectament el canvi d'estatus produït durant el Renaixement, passant de ser artesans a convertir-se en artistes reconeguts socialment.
La temàtica ticiana és també àmplia, va retratar a la classe dirigent de la seva època, va rebre encàrrecs de comunitats religioses i de la noblesa, va pintar paisatges, reflectir el classicisme renaixentista i anticipar algunes qualitats del Barroc. En general, podem dividir la seva producció pictòrica en tres grans temes: la pintura religiosa, les escenes mitològiques i els retrats. Aquestes categories no són compartiments estancs, ja que es van veure entrellaçades en moltes ocasions, com els casos dels retrats de personatges recognoscibles dins d'escenes mitològiques o religioses.
La major part de l'obra del pintor es troba conservada en grans museus del món. És especialment important pel nombre d'obres i la seva qualitat la col·lecció ticiana del Museu del Prado, Museu del Louvre, Galeria Uffizi i National Gallery de Londres.

## Llista de quadres
| Quadre                     | Títol                                                | Data         | Dimensions       | Museu                                                | País         |
| -------------------------- | ---------------------------------------------------- | ------------ | ---------------- | ---------------------------------------------------- | ------------ |
| Retrat d'Ariosto           | Retrat d'Ariosto                                     | h. 1508-1510 | 81,2 x 66,3 cm   | National Gallery (Londres)                           | Regne Unit   |
| La schiavona               | La schiavona                                         | h. 1509-1510 | 117 x 97 cm      | National Gallery (Londres)                           | Regne Unit   |
| Miracle del Marit Gelós    | Miracle del Marit Gelós                              | 1511         | 340 × 207 cm     | Scuola de San Antonio de Padua (Pàdua)               | Itàlia       |
| Miracle del fill irascible | Miracle del fill irascible                           | 1511         | 340 × 207 cm     | Scuola de San Antonio de Padua (Pàdua)               | Itàlia       |
| Miracle del nounat         | Miracle del nounat                                   | 1511         | 340 × 355 cm     | Scuola de San Antonio de Padua (Pàdua)               | Itàlia       |
| Noli me tangere            | Noli me tangere                                      | h. 1511-1515 | 109 x 91 cm      | National Gallery (Londres)                           | Regne Unit   |
|                            | Al·legoria de les tres edats de la vida              | h. 1512      | 106 × 182 cm     | National Gallery of Scotland (Edimburg)              | Regne Unit   |
|                            | Verge Gitana                                         | h. 1512      | 65,8 x 83,8 cm   | Kunsthistorisches Museum (Viena)                     | Àustria      |
|                            | Dona davant el mirall                                | h. 1511-1515 | 96 × 76 cm       | Museu del Louvre (París)                             | França       |
|                            | Retrat d'un home                                     | h. 1515      | 50,2 x 45,1 cm   | Museu Metropolità d'Art (Nova York)                  | Estats Units |
|                            | Flora                                                | h. 1515      | 79 × 63 cm       | Uffizi (Florència)                                   | Itàlia       |
|                            | Verge de les cireres                                 | h. 1515      | 81 x 99,5 cm     | Kunsthistorisches Museum (Viena)                     | Àustria      |
|                            | Retrat de Violant                                    | h. 1515-1516 | 64,5 x 51 cm     | Kunsthistorisches Museum Viena)                      | Àustria      |
|                            | Amor sacre i amor profà                              | h. 1515-1516 | 118 × 279 cm     | Galeria Borghese (Roma)                              | Itàlia       |
|                            | Tribut de la moneda                                  | h. 1516      | 75 × 56 cm       | Gemäldegalerie Alte Meister (Dresden)                | Alemanya     |
|                            | Vanitat                                              | h. 1516      | 97 × 81,2 cm     | Alte Pinakothek (Múnic)                              | Alemanya     |
|                            | L'Assunció de la Verge                               | h. 1516-1518 | 690 × 360 cm     | Basílica de Santa Maria Gloriosa dei Frari (Venècia) | Itàlia       |
|                            | La Bacanal                                           | h. 1518-1519 | 175 × 193 cm     | Museu del Prado (Madrid)                             | Espanya      |
|                            | Venus Anadiòmena                                     | h. 1520      | 73,6 × 58,4 cm   | National Gallery of Scotland (Edimburg)              | Regne Unit   |
|                            | Políptic Averoldi                                    | h. 1520-1522 | 278 × 122 cm     | Església de Sant Nazari i Cels (Brescia)             | Itàlia       |
|                            | Baco i Ariadna                                       | h. 1522-1523 | 175 x 190 cm     | National Gallery (Londres)                           | Regne Unit   |
|                            | L'home del guant                                     | h. 1520-1523 | 100 × 89 cm      | Museu del Louvre (París)                             | França       |
|                            | Enterrament de Crist                                 | h. 1523-1525 | 148 × 225 cm     | Museu del Louvre (París)                             | França       |
|                            | Pala Pesaro                                          | h. 1519-1526 | 478 × 268 cm     | Basílica de Santa Maria Gloriosa dei Frari (Venècia) | Itàlia       |
|                            | Retrat de Frederic II Gonzaga                        | h. 1525-1528 | 125 × 99 cm      | Museu del Prado (Madrid)                             | Espanya      |
|                            | Verge del conill                                     | 1530         | 71 × 85 cm       | Museu del Louvre (París)                             | França       |
|                            | Retrat de Carles V amb gos                           | h. 1532-1533 | 192 × 111 cm     | Museu del Prado (Madrid)                             | Espanya      |
|                            | Magdalena penitent                                   | h. 1531-1533 | 85 × 68 cm       | Galeria Pitti (Florència)                            | Itàlia       |
|                            | Retrat d'Isabel d'Este                               | h. 1534-1536 | 102 x 64 cm      | Kunsthistorisches Museum (Viena)                     | Àustria      |
|                            | Retrat de noia amb pells                             | h. 1535      | 95 x 63 cm       | Kunsthistorisches Museum (Viena)                     | Àustria      |
|                            | La bella                                             | 1536         | 100 × 75 cm      | Galeria Pitti (Florència)                            | Itàlia       |
|                            | Retrat de noia amb barret de plomes                  | h. 1536      | 97 x 75 cm       | Ermitage (San Petersburg)                            | Rússia       |
|                            | Retrat de Francesco Maria della Rovere               | h. 1536-1538 | 114,3 × 100 cm   | Uffizi (Florència)                                   | Itàlia       |
|                            | Retrat d'Eleonora Gonzaga                            | 1538         | 114 × 102,2 cm   | Galeria Uffizi (Florència)                           | Itàlia       |
|                            | Venus d'Urbino                                       | 1538         | 119 × 165 cm     | Galeria Uffizi (Florència)                           | Itàlia       |
|                            | Retrat del cardenal Pietro Bembo                     | 1540         | 94,3 × 76,5 cm   | National Gallery of Art (Washington DC)              | Estats Units |
|                            | Retrat del dux Andrea Gritti                         | 1540         | 133,3 × 103,2 cm | National Gallery of Art (Washington DC)              | Estats Units |
|                            | Al·locució del marqués del Vasto                     | h. 1540-1541 | 223 × 165 cm     | Museu del Prado (Madrid)                             | Espanya      |
|                            | Retrato de Clarice Strozzi                           | 1542         | 115 × 98 cm      | Gemäldegalerie (Berlín)                              | Alemanya     |
|                            | La coronació d'espines                               | h. 1542-1544 | 303 × 180 cm     | Museu del Louvre (París)                             | França       |
|                            | El joven anglès                                      | h. 1540-1545 | 111 × 93 cm      | Galeria Pitti (Florència)                            | Itàlia       |
|                            | Retrat de Pietro Aretino                             | h. 1545      | 98 × 78 cm       | Galeria Pitti (Florència)                            | Itàlia       |
|                            | Pau III i els seus nebots Alexandre i Octavi Farnesi | 1546         | 210 × 174 cm     | Palau de Capodimonte (Nàpols)                        | Itàlia       |
|                            | Dánae                                                | 1546         | 120 × 172 cm     | Palau de Capodimonte (Nàpols)                        | Itàlia       |
|                            | Retrat votiu de la familia Vendramin                 | 1547         | 206 x 301 cm     | National Gallery (Londres)                           | Regne Unit   |
|                            | Carles V a cavall a Mühlberg                         | 1548         | 332 × 279 cm     | Museu del Prado (Madrid)                             | Espanya      |
|                            | Retrat de Carles V assegut                           | 1548         | 205 × 122 cm     | Alte Pinakothek (Múnic)                              | Alemanya     |
|                            | Retrat d'Isabel de Portugal                          | 1548         | 117 × 93 cm      | Museu del Prado (Madrid)                             | Espanya      |
|                            | Venus recreant-se en la música                       | 1548         | 148 × 217 cm     | Museu del Prado (Madrid)                             | Espanya      |
|                            | Ticio                                                | 1549         | 253 × 217 cm     | Museu del Prado (Madrid)                             | Espanya      |
|                            | Sísifo                                               | 1549         | 237 × 216 cm     | Museu del Prado (Madrid)                             | Espanya      |
|                            | Sant Joan llimosner                                  | h. 1549      | 229 × 156 cm     | Església de Sant Joan llimosner (Venecia)            | Itàlia       |
|                            | Dolorosa amb les mans juntes                         | 1550         | 68 × 61 cm       | Museu del Prado (Madrid)                             | Espanya      |
|                            | Retrato de Joan Frederic de Saxònia                  | 1550         | 103,5 x 83 cm    | Kunsthistorisches Museum (Viena)                     | Àustria      |
|                            | Venus amb organista, amorcillo i perrito             | h. 1550      | 115 × 280 cm     | Gemäldegalerie (Berlín)                              | Alemanya     |
|                            | San Jeroni penitent                                  | 1550-1560    | 255 × 125 cm     | Pinacoteca de Brera (Milà)                           | Itàlia       |
|                            | Retrat de Felip II                                   | 1551         | 193 × 111 cm     | Museu del Prado (Madrid)                             | Espanya      |
|                            | Venus i Adonis                                       | 1553-1554    | 186 × 207 cm     | Museu del Prado (Madrid)                             | Espanya      |
|                            | Dolorosa amb les mans obertes                        | 1554         | 68 × 53 cm       | Museu del Prado (Madrid)                             | Espanya      |
|                            | Dánae rebent la pluja daurada                        | 1554         | 128 × 178 cm     | Museu del Prado (Madrid)                             | Espanya      |
|                            | Venus del mirall                                     | h. 1555      | 124,5 × 105,5 cm | National Gallery of Art (Washington D.C.)            | Estats Units |
|                            | El martiri de Sant LLorenç                           | 1559         | 500 × 280 cm     | Església dels Jesuïtes (Venècia)                     | Itàlia       |
|                            | Diana i Acteó                                        | 1559         | 190,3 × 207 cm   | National Gallery of Scotland (Edimburg)              | Regne Unit   |
|                            | Diana y Calixto                                      | 1559         | 187 × 205 cm     | National Gallery of Scotland (Edimburg)              | Regne Unit   |
|                            | Enterrament de Crist                                 | 1559         | 137 × 175 cm     | Museu del Prado (Madrid)                             | Espanya      |
|                            | Salomé                                               | h. 1560      | 87 × 80 cm       | Museu del Prado (Madrid)                             | Espanya      |
|                            | Magdalena penitent                                   | h. 1565      | 118 × 97 cm      | Ermitage (San Petersburg)                            | Rússia       |
|                            | Enterrament de Crist                                 | 1566         | 130 × 168 cm     | Museu del Prado (Madrid)                             | Espanya      |
|                            | Autorretrat                                          | h. 1567      | 86 × 65 cm       | Museu del Prado (Madrid                              | Espanya      |
|                            | El càstig de Màrsies                                 | h. 1570      | 212 × 207 cm     | Museu Estatal (Kromeriz)                             | Txèquia      |
|                            | La Pietat                                            | h. 1570-1576 | 351 × 389 cm     | Galeria de l'Acadèmia (Venècia)                      | Itàlia       |
|                            | La coronació d'espines                               | h. 1570-1576 | 280 × 181 cm     | Alte Pinakothek (Múnic)                              | Alemanya     |